# Izvoare (Florești)
Izvoare è un comune della Moldavia situato nel distretto di Florești di 1.811 abitanti al censimento del 2004

## Località
Il comune è formato dall'insieme delle seguenti località (popolazione 2004):
- Izvoare (991 abitanti)
- Bezeni (318 abitanti)
- Scăieni (502 abitanti)